# Afrin Suyu
Afrin Suyu (arabiska: نهر عفرين) är ett vattendrag i Syrien, på gränsen till Turkiet. Det ligger i den nordvästra delen av landet, 300 kilometer norr om huvudstaden Damaskus.
Trakten runt Afrin Suyu består till största delen av jordbruksmark. Runt Afrin Suyu är det ganska tätbefolkat, med 222 invånare per kvadratkilometer.